# 엠게임바둑
엠게임바둑은 엠게임에서 만든 바둑게임이다.

## 대회

### 2005년 바둑 마스터스 삼국지
한국기원 주최, 엠게임, 사이버오로, 타이젬 3개사 후원 국내 최초의 온라인 기전이었다.
40세 이하 프로기사 120여 명이 참여하여 바둑대회의 새로운 모델을 제시한 인터넷 바둑 대국이었다.
후원사, 사이트, 바둑TV 생중계로 바둑의 대중화에 기여하였다.

### 2007년 엠게임 마스터스 챔피언십
총 상금 1억5천만원 규모의 엠게임바둑 단독 주최의 본격 프로기전이었다.
40세 이하 128명이 펼치는 온-오프라인 병합 토너먼트였으며, 본선 32강 이상의 대국은 프로기사가 해설 중계하였다.
이 대회에서 박정환 2단이 14세 우승으로 최단기간 타이틀 획득의 신기원을 이룩하였다.

### 월간랭킹전
매월 엠게임바둑 고수들을 대상으로 벌어지는 토너먼트 대회이다.

### 최강자전
엠게임바둑 기준 9단 기력 보유회원과 기준대국 이상을 벌인 회원을 대상으로 예선을 거쳐 토너먼트 대회로 진행한다.

## 기능

### 멀티뷰 기능
최대 4대국까지 한 모니터에서 한꺼번에 관전 가능한 기능.

### 베팅하기
최대 4구간까지 베팅가능.

### 행운뽑기
베팅 후 추가 재미요소를 가미한 기능이고, 뽑기를 통해 행운의 바둑머니 지급.

### 화상강의방
전서버채널 강의 가능
문제시스템 지원
해설 중 실시간 질문받기 기능
충분한 크기의 화상 화면

### 복기 펜 툴
강의방에서 프로대국 중계시나 대국 후 복기할 때, 펜으로 그리듯이 비주얼하게 설명할 수 있음.

## 강좌

### 프로기사강좌
김수영, 유병호, 정수현, 양상국, 한철균, 김성룡 프로기사가 입문, 중급, 고급 타겟 강좌 등 다양한 컨셉을 가진 강좌를 제공한다.

### 기력별 맞춤강좌
6바둑 급수에 따른 맞춤별 강좌를 제공한다.

### 약점강화강좌
입문, 정석, 사활, 포석, 행마, 바둑상식, 특강 등 바둑 초보자를 위한 바둑 입문 강좌를 제공한다.

### 라이브강좌
박지은, 윤성현, 김효정, 백대현 프로가 매주 특정한 주제를 가지고 바둑과 관련하여 생중계로 진행하는 강좌 프로그램이다.

## 회원제
바둑마스터, 바둑스페셜 회원제를 통해 한달 동안 머니, 아이템, 베팅 횟수 증가, 보유 머니 한도 증가, 게임 내 부가혜택 증가, 바둑 컨텐츠 이용 혜택 등 엠게임바둑내에서 부담없이 다양한 혜택을 누릴 수 있는 회원제도이다.

## 엠바걸
엠게임바둑을 대표하는 모델로서, 유저 대상 이벤트 진행, 엠바걸과 함께하는 채팅타임,
주요 대회 해설 중계 등의 활동을 한다. 1기 모델은 레이싱걸 오성미, 2기 모델은 레이싱
걸 이지우이다.